# Chialingosaure
El chialingosaure (Chialingosaurus, 'llangardaix de Chialing"') és un gènere de dinosaure estegosaure semblant al centrosaure que va viure al Juràssic superior, fa uns 160 milions d'anys, en el que avui en dia és la Xina. La seva validesa taxonòmica és dubtosa. Probablement representa una forma jove del tuojiangosaure.